# Аста Гудбрандсдоттир
Аста Гудбрандсдоттир (970-е — 1020-е) — мать двух норвежских королей: Олава II и Харальда III. Основным источником сведений о жизни Асты является сага Снорри Стурлусона «Круг Земной». В летописи Аста описывается как «щедрая и гордая»; она представлена умелым политиком, оказывающим значительное влияние на своих королей-мужей и сыновей.

## Жизнь

### Жена Харальда Гренске
Первым мужем Асты был Харальд Гренске, конунг Вестфольда. Летом 994 года будучи женатым на Асте, Харальд отправился в Прибалтику и посватался к своей сводной сестре Сигрид. Он узнал, что её землевладения в Швеции были не менее обширными, чем его владения в Норвегии, и пообещал отказаться от Асты. Сигрид отказала ему, возразив, что быть в браке «счастье для них обоих». Харальд продолжал настойчиво добиваться руки королевы. В конце концов, Сигрид это надоело. Во время одного из визитов её многочисленных женихов, включая Харальда, она приказала всех сжечь в доме. После этого Сигрид прозвали «Гордой».
Узнав о смерти мужа, Аста была возмущена как изменой Харальда, так и его убийством. Она немедленно вернулась в дом своего отца Гудбранда Шишки в Оппланне, где в том же году родила сына, которого назвала Олавом. Позже он будет известен как Святой Олав, король Норвегии в 1015—1028 годах.

### Жена Сигурда Свиньи

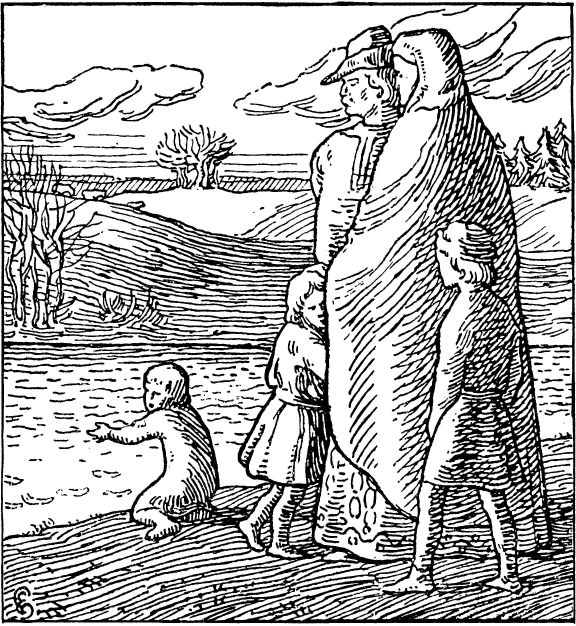
Святой Олав со своими сводными братьями. Иллюстрация Хальфдана Эгедиуса к «Саге об Олаве Святом», 1899 г.

Вскоре после смерти Харальда Гренске Аста вышла замуж за Сигурда Свинью, правителя Рингерике. Она привела в дом нового мужа и Олава, которого Сигурд принял как родного сына. В 998 году к ним прибыл король Норвегии Олав Трюггвасон, чтобы обратить население Рингерике в христианство. Сигурд, Аста и Олав были крещены, и сам король стал крёстным отцом Олава.
Согласно сагам, Аста и Сигурд Свинья были хорошими и благородными правителями. Их дети:
- Гутторм
- Гуннхильд, жена Кетила Калва из Станге
- Хальвдан
- Ингрид, жена Невстина и мать Тора, приёмного отца короля Магнуса Голоногого
- Харальд III Суровый — король Норвегии в 1047—1066 годы, иногда называемый «последним великим викингом»[7]